# Arsenije Zlatanović
Arsenije Zlatanović (* 4. Dezember 1989 in Belgrad, SFR Jugoslawien) ist ein ehemaliger serbischer Tennisspieler.

## Karriere
Als Junior war Zlatanović nicht sehr erfolgreich; seine höchste Platzierung in der Rangliste war Platz 295 im Jahr 2006.
Ab 2006 spielte er auch Profiturniere. Ende 2009 stieg er das erste Mal für längere Zeit in die Top 1000 der Tennisweltrangliste ein. In diesem Jahr kam er in Banja Luka auch zu seinem einzigen Match auf dem Niveau der ATP Challenger Tour. Er verlor dort in der ersten Runde. Im Doppel konnte er bei drei Challenger-Turnieren ebenfalls kein Match gewinnen. Analog verlor Zlatanović 2009 auch sein einziges Spiel auf der ATP Tour. Mit einer Wildcard stand er im Hauptfeld des Turniers in seiner Heimatstadt Belgrad. Gegen den Polen Łukasz Kubot unterlag er dort 3:6, 5,7. Seine einzigen Titelgewinne errang der Serbe 2005 und 2010 jeweils im Doppel auf der drittklassigen ITF Future Tour.
In den folgenden Jahren spielte Zlatanović weiter unregelmäßig Turniere, meist Futures, und wurde in der Weltrangliste meist außerhalb der Top 1000 notiert. Seine beste Platzierung erreichte er 2012 mit Platz 609 im Einzel und 2010 mit Rang 690 im Doppel. Sein letztes Turnier spielte er 2021.